# Gog

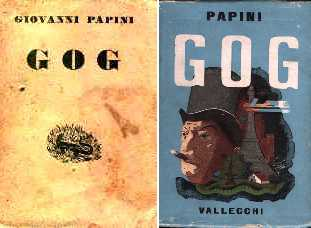
Portada del libro en 1931

Gog es un libro publicado en 1931 del autor italiano Giovanni Papini. Algunos expertos no consideran a la obra una auténtica novela, ya que carece de capítulos, y al contrario de cualquier otro libro al que estemos acostumbrados, está formado por 70 relatos (entrevistas en el libro) que poco tienen que ver una con otra. Es sin lugar a dudas una de las obras más emblemáticas del autor italiano, junto con El Libro Negro.

## Argumento
El comienzo de la obra, encabezado por un texto extraído del Apocalipsis, XX, 7, da referencias del título:
- Satán será liberado de su prisión y saldrá a seducir a las naciones, a Gog y a Magog...

El narrador describe el encuentro en un manicomio con un supuesto multimillonario hawaiano, Gog, que relata sus experiencias al viajar por el mundo. El texto contiene fuertes críticas a la religión, al sistema político-económico y a las costumbres establecidas de la civilización, además de plantear un verdadero abanico de curiosidades en otros ámbitos. Su fortuna le permitirá encontrarse, entre otros, con personajes de la talla de Henry Ford, Gandhi, Einstein, Sigmund Freud, Lenin, Edison, H. G. Wells, El Conde de Saint Germain, George Bernard Shaw o Ramón Gómez de la Serna.
El libro está formado por 70 relatos a manera de cartas sin una supuesta ordenación cronológica, en las cuales se va describiendo la manera de pensar del personaje y la degradación a la cual se ve sometido.

## Personajes
Gog: Es el protagonista de la novela. Su nombre real es Goggins, pero lo ha abreviado para hacerlo igual al de un personaje del Apocalipsis; toda una muestra de su carácter. Un multimillonario aburrido de la vida de negocios que decide emplear su dinero y su tiempo entrevistando a personalidades de la época a golpe de talonario. Es un hipócrita, un cínico y desprecia todo lo humano. 
Muestra a la perfección lo peor de nuestra convivencia con la sociedad, de la que somos parte como las mentiras, las traiciones, el odio o la venganza, y sin embargo, es capaz de llegar al lector, pues en cada una de sus entrevistas ofrece un punto de vista tan racional y con los pies en la tierra que todo lo que dice o hace, resulta incuestionable. 
Citando al propio Giovanni Papini en el primer relato del libro, «...Gog es, para decirlo con una sola palabra, un monstruo, y refleja por eso, exagerándolas, ciertas tendencias modernas. Pero esta misma exageración ayuda al fin que me propongo al publicar los fragmentos de su Diario, puesto que se perciben mejor, en esta ampliación grotesca, las enfermedades secretas (espirituales) que sufre la presente civilización».